# اعداد بدون بعد در مکانیک سیالات
اعداد بدون بعد (یا اعداد مشخصه) نقش مهمی در تجزیه و تحلیل رفتار سیالات و جریان آنها و همچنین در سایر پدیده های انتقال دارند. آنها شامل عدد رینولدز و ماخ هستند که به عنوان نسبت بزرگی نسبی سیال و ویژگی های فیزیکی سیستم، مانند چگالی، ویسکوزیته، سرعت صوت و سرعت جریان را توصیف می کنند. برای مقایسه یک موقعیت واقعی (مثلاً یک هواپیما) با یک مدل در مقیاس کوچک، لازم است اعداد مشخصه مهم ثابت نگه داشته شوند. اسامی و فرمول این اعداد در ISO 31-12 و ISO 80000-11 استاندارد شده اند.

## اعداد پراکنده در پدیده های انتقال
به عنوان یک مثال کلی از چگونگی به‌وجود آمدن اعداد بدون بعد در مکانیک سیالات، اعداد کلاسیک در پدیده های انتقال جرم، مومنتوم و انرژی اصولاً با نسبت انتشار مؤثر در هر پدیده انتقال تحلیل می شوند. شش عدد بدون بعد نقاط قوت نسبی پدیده ‌های مختلف اینرسی، ویسکوزیته، انتقال حرارت رسانا و انتقال جرم پراکنده را نشان می‌دهند. (در جدول، مورب ها نمادهای مشترکی را برای کمیت ها نشان می دهند، و عدد بی بعد داده شده، نسبت کمیت ستون سمت چپ به کمیت ردیف بالایی است؛ به عنوان مثال، Re = نیروی اینرسی/نیروی ویسکوز = vd/ν.) همین کمیت ها ممکن است به طور متناوب به صورت نسبت های زمان، طول یا مقیاس انرژی مشخص می شود. چنین فرم هایی در عمل کمتر مورد استفاده قرار می گیرند، اما می توانند بینشی در مورد کاربردهای خاص ارائه دهند.
| در مقابل | اینرسی | ویسکوز | حرارتی | جرمی |
| -------- | ------ | ------ | ------ | ---- |
| اینرسی   | vd     | RE     | Pe     | PeAB |
| ویسکوز   | Re−1   | μ/ρ, v | Pr     | Sc   |
| حرارتی   | PE−1   | Pr−1   | α      | Le   |
| جرمی     | PeAB−1 | Sc−1   | Le−1   | D    |

## تشکیل قطرات
| در مقابل    | مومنتوم | ویسکوزیته      | کشش سطحی     | جاذبه | انرژی جنبشی |
| ----------- | ------- | -------------- | ------------ | ----- | ----------- |
| مومنتوم     | ρvd     | Re             | -            | Fr    | -           |
| ویسکوزیته   | Re−1    | ρν, μ          | Oh, Ca, La−1 | Ga−1  | -           |
| کشش سطحی    | -       | Oh−1, Ca−1, La | σ            | Bo−1  | We−1        |
| جاذبه       | Fr−1    | Ga             | Bo           | g     | -           |
| انرژی جنبشی | -       | -              | We           | -     | ρv2d        |

تشکیل قطرات بیشتر به تکانه، ویسکوزیته و کشش سطحی بستگی دارد. به عنوان مثال، در چاپ جوهرافشان، جوهر با عدد Ohnesorge خیلی بالا، به درستی پرتاب نمی‌ شود، و جوهر با عدد Ohnesorge خیلی کم، با قطرات ماهواره‌ ای پرتاب می ‌شود. همه نسبت ‌های کمیت به‌ صراحت نام ‌گذاری نشده‌ اند،  اگرچه هر یک از نسبت‌های بدون نام را می ‌توان به ‌عنوان حاصل ضرب دو عدد بدون ‌بعد نام‌ گذاری‌ شده دیگر بیان کرد.